# 古家聡
古家 聡（ふるや さとる）は、日本の人文科学者。武蔵野大学グローバル学部教授。専門は、英語教育と異文化コミュニケーション学。

## 来歴
東京教育大学文学部英語学英文学専攻卒業。立教大学大学院異文化コミュニケーション研究科修了。異文化コミュニケーション学博士。大正大学や東京家政大学などの非常勤講師も務める。
元 『時事英語研究』（研究社出版）編集長。

## 著書
- 『TOEIC L&R TEST リーディング＆ヴォキャブラリー徹底演習』（古家聡、藤岡美香子、Geoffrey Tozer著、三修社）
- 『イギリス英語』（古家聡、Anne Christine Ihata著、白水社）
- 『Intercultural Communication for English Language Learners in Japan（英語学習者のための異文化コミュニケーション）』（Troy McConachy、古家聡、櫻井千佳子著、南雲堂）
- 『異文化コミュニケーション事典』（石井敏、久米昭元編集代表、浅井亜紀子、伊藤明美、久保田真弓、清ルミ、古家聡編集委員、春風社）
- 『＜日本人英語＞はこうして身につける』（明日香出版）
- 『英会話・やっぱり・文法』（古家聡、Michael Edwards著　講談社インターナショナル）

など多数。